# Batalla de Vic
La batalla de Vic tingué lloc als afores de la capital d'Osona el 20 de febrer de 1810, entre les tropes franceses i italianes del general Souham i les tropes del bàndol patriota, espanyoles i suïsses, comandades pel general O'Donnell.

## Antecedents
Després de la caiguda de Girona, el 10 de desembre de 1809, el general Joseph Souham rebé l'ordre de dispersar les desmoralitzades forces patriotes en retirada i els nous contingents que havien resultat d'una lleva en massa decretada per Joaquín Blake a principis de desembre d'aquell any. Un cos de l'exèrcit napoleònic, format per uns 6.000 homes i auxiliat per un cos de l'exèrcit italià, dirigit pel general Pino, ocupà la Garrotxa, arribant a Olot la nit de Nadal i dos dies després a Sant Pau de Seguries i Camprodon, on els habitants els van rebre pacíficament, igual que a Sant Joan de les Abadesses i Ribes. En canvi, a Ripoll els veïns fugiren i llurs forges i fàbriques d'armes foren destruïdes.
El 29 de desembre, la Junta Corregimental de Vic, davant l'amenaça d'invasió i la passivitat de l'exèrcit espanyol, anà a Centelles, on era el quarter general del general García Conde. Els vigatans l'instaren a defensar la Plana i la ciutat de Vic.
El general Souham, mentrestant, tornà a Olot, i el dia 11 de gener rebé l'ordre de d'atacar el quarter general dels patriotes situat a Centelles, a pocs quilòmetres de Vic, on la intel·ligència francesa sospitava que podia haver entre vint-i-cinc mil i trenta mil combatents. El general es desembarassà de l'artilleria i el mateix dia 11, sortint en tres columnes es dirigí cap a Vic. Dues de les columnes foragitaren una força de 4.000 sometents que protegien el Grau d'Olot i la Salut i una tercera arribà a Anglès i remuntant el Ter se situà a l'esquena de les tropes patriòtiques que fugien en desbandada cap a Vic amagant-se dins l'espessa boira que hi havia.

### Primera fugida de laJunta Corregimental
La Junta Corregimental de Vic es decidí a abandonar la ciutat, cosa que feu a les 5 de la matinada del dia 12, anant a cercar refugi al poble d'Alpens. A mig matí les columnes de Souham entraren a Vic sense cap resistència. La ciutat romangué ocupada entre el 12 i el 21 de gener. La Junta i les famílies amagades a Alpens volgueren assegurar-se de la partida dels francesos i no tornaren fins al dia 1 de febrer.

### Segona fugida de laJunta Corregimental
El dia 2 de febrer, un cos de l'exèrcit imperial d'uns 10.000 homes i 1.500 cavalls, comandat novament per Souham s'apropava novament a Vic venint des de Barcelona. A les 4 de la vesprada havien passat el Congost i deixat enrere Centelles. Els membres de la Junta aconseguiren sortir de Vic una hora abans de l'entrada dels napoleònics i, emparats pel sometent i pels miquelets del canonge Francesc Rovira, passaren la nit a Sant Bartomeu del Grau per tornar després al seu refugi d'Alpens. La fugida dels veïns, però, no fou tan massiva com el primer cop que havien arribat els imperials. Un sector dels vigatans i bona part dels regidors dirigits per Llucià Folchs restaren a la ciutat amb els napoleònics per tal de protegir la vila i evitar saquejos, però, sense prestar jurament de fidelitat a Napoleó.

### Combats del Moianès
Assabentat Enrique O'Donnell de la nova ocupació de Vic, com a recent Capità General de Catalunya, reuní un exèrcit d'uns 8.000 homes i d'uns 1.000 cavalls i s'encaminà cap al Moianès. El quarter general dels patriotes s'havia traslladat a Esparreguera, i es creà una nova línia defensiva a Collsuspina per tal de barrar el pas dels francesos cap a Manresa.
El general Souham dirigí les seves forces cap aquestes noves defenses. El 12 de febrer s'iniciaren una sèrie d'escaramusses entre l'exèrcit patriota i els napoleònics per tal de poder dominar el Moianès. Encara que els imperials feren fugir a les tropes del general O'Donnell i pogueren avançar fins a Moià, ho feren a costa de moltes pèrdues. Els homes de Souham saquejaren Moià i es retiraren cap a la plana de Vic.

## La Batalla
Aviat Souham i els 5.000 homes de què disposava, es trobaren empantanegats a Vic, mancats de comunicacions i de subsistències, bloquejats per les tropes d'O'Donnell i Francesc Rovira i aïllats de les brigades italianes a Arbúcies i Hostalric. El general aconseguí reunir 12.000 i uns 1.200 cavalls homes a Sant Bartomeu del Grau i un 3.000 sometents del canonge Rovira, i el 20 de febrer, cap a les 7 del matí, els feu baixar al pla en quatre columnes: una primera, dirigida per Rovira i els seus sometents que havia de desallotjar la posició avançada imperial de Gurb des del Ter, i altres tres comandades pel mateix O'Donnell que atacarien en massa pel pla en direcció a Vic venint de Tona, Collsuspina i Muntanyola.
El general O'Donnell manava la més forta d'aquestes columnes, formada pels regiments suïssos de Kaiser i Traxler i tota la cavalleria, havia baixat per Collsuspina, per l'indret del Mas Vendrell. Una altra d'aquestes columnes, composta tan sols per infanteria, era manada pel general Porta i es dirigia vers Santa Eulàlia de Riuprimer. La tercera, la més feble, manada pel general García Conde, ocupava la serralada de ponent i devia marxar pel centre en direcció a Sentfores.

### Primers enfrontaments a Gurb
Abans de l'alba, el canonge Rovira baixà de Sant Bartomeu i atacà el batalló francès que hi era aquarterat a Gurb. Però, aquest atac fou abans del previst per O'Donnell. El soroll del combat arribà a Vic i el general Souham, tan bon punt rebé la nova de l'aparició dels patriotes i estigué segur dels seus moviments, donà l'ordre al batalló de Gurb de replegar-se cap a Vic sense oferir resistència, reuní en l'esplanada del cantó de migjorn de la ciutat de Vic les tropes que en aquell moment hi havia a la vila i feu cridar les que hi havia disperses per la plana. Mentrestant va preparar la defensa: feu sortir dos batallons per protegir l'arribada dels defensors de Gurb que fugien a la carrera perseguits pels sometents de Rovira i disposà la resta de les seves forces enfront de les columnes patriotes que avançaven per la plana. Els imperials formaren una línia defensiva entre Vic i Malla deixant lliure les comunicacions amb les brigades italianes. Souham disposava de tres canons, mentre que O'Donnell no n'havia pogut transportar cap.

### Atac de les tropes patriotes
Els suïssos de la columna comandada per O'Donnell foren els primers a creuar el foc amb francesos i italians. La cavalleria del general Porta provà d'encerclar la línia dels napoleònics, però, els dragons francesos i els dragons italians de Napoleó ho impediren. La cavalleria espanyola es retirà sota una pluja de metralla que l'artilleria imperial dirigia sobre ella produint nombrosos morts. La fugida de la cavalleria i una trinxera en el terreny trencaren la línia que formaven suïssos i espanyols.

### Pressió dels patriotes
O'Donnell, que tenia el seu quarter general al Mas Vendrell, baixà cap a les 12 de migdia amb la segona columna. Amb l'arribada d'aquestes tropes es produí un contracop que esfondrà la formació dels imperials.

### Resistència dels veterans francesos
El regiment de veterans del centre francès, manat pel coronel Espert, resistí durant tres hores sense perdre terreny. O'Donnell provà de desbaratar els flancs i s'enfrontà amb el regiment del coronel Bourgeois, el qual també es mantingué impenetrable.
El general Souham fou ferit greu per una bala que se li encastà sota l'ull esquerre i va haver de ser traslladat a Vic. La commoció feu que l'exèrcit francès alentís el foc i hagués de retrocedir a posicions més acostades a Vic, mentre el general era transportat des del mas Pla de Malla al palau episcopal per tal de sotmetre-lo a l'extracció del projectil. El general de brigada Augereau es feu càrrec del comandament de les tropes franceses.

### Victòria dels napoleònics
Feta la cura d'urgència, Souham volgué muntar a una de les torres per controlar el camp de batalla. Adonant-se que O'Donnell no rebia més reforços, cap a les 2 de la tarda tornà al camp de batalla i amb els dos batallons que aleshores ja havien fet fugir als miquelets de Rovira, dirigí una càrrega de cavalleria en massa que passà per sobre de les tropes patriotes que trobà en el seu camí. L'arribada de la tercera columna, la del general Porta, res no va poder fer per capgirar la batalla. O'Donnell ordenà la retirada a les muntanyes. Els francesos perseguiren als fugitius fins a Tona, des d'on els soldats espanyols cercaren refugi en els boscs de Collsuspina.

## Conseqüències
El general Joseph Souham, ferit, fou evacuat a França i el comandament de la divisió passà al general Augereau, nebot del mariscal. El primer rebé com a premi per la victòria obtinguda i pel valor que hi demostrà el títol de comte de l'Imperi. El nom d'aquesta batalla amb la grafia francesa de VIQUE es troba inscrit a l'Arc de Triomf de París.
Després de la desfeta de Vic, el general O'Donnell aconseguí reunir 15.000 homes, i envià al general Caro a Vilafranca i Manresa on derrotà els francesos, i el dia 22 d'abril sortí de Tarragona i, passant per Montblanc, es dirigí cap a Lleida, amenaçada per les forces del mariscal Suchet, sent interceptat i derrotat en la batalla de Margalef el 23 d'abril. El 13 de maig les tropes franceses ocupen la fortalesa d'Hostalric, i Lleida el 14 de maig.